# 741 (szám)
A 741 (római számmal: DCCXLI) egy természetes szám, háromszögszám, az első 38 pozitív egész szám összege; szfenikus szám, a 3, a 13 és a 19 szorzata.

## A szám a matematikában
A tízes számrendszerbeli 741-es a kettes számrendszerben 1011100101, a nyolcas számrendszerben 1345, a tizenhatos számrendszerben 2E5 alakban írható fel.
A 741 páratlan szám, összetett szám, azon belül szfenikus szám, kanonikus alakban a 31 · 131 · 191 szorzattal, normálalakban a 7,41 · 102 szorzattal írható fel. Nyolc osztója van a természetes számok halmazán, ezek növekvő sorrendben: 1, 3, 13, 19, 39, 57, 247 és 741.
A 741 négyzete 549 081, köbe 406 869 021, négyzetgyöke 27,22132, köbgyöke 9,04911, reciproka 0,0013495. A 741 egység sugarú kör kerülete 4655,84031 egység, területe 1 724 988,836 területegység; a 741 egység sugarú gömb térfogata 1 704 288 969,8 térfogategység.